# Generazione Italia
Generazione Italia è stata una fondazione, e una corrente politica, nata il 1º aprile 2010, che aveva come riferimento le posizioni dell'allora Presidente della Camera e cofondatore del Popolo della Libertà Gianfranco Fini.
Operante inizialmente all'interno del PdL, a partire dalla formazione da parte dei parlamentari vicini a Fini del gruppo di Futuro e Libertà per l'Italia (30 luglio 2010), sosteneva apertamente l'attività di quest'ultimo. Dopo gli scarsi risultati elettorali di FLI, anche la fondazione Generazione Italia venne sciolta nel 2013.

## Il dualismo Berlusconi-Fini
Lo scontro tra Silvio Berlusconi e Gianfranco Fini inizia già poco dopo l'elezione di quest'ultimo a presidente della Camera, sia sulla proposta di Fini di dare il voto agli immigrati che sull'accusa di abuso da parte del Governo di decreti-legge e voto di fiducia. Il 2 marzo 2010 Fini ribadisce la mancanza di sintonia con Berlusconi dichiarando:
L'apice dello scontro si raggiunge il 15 aprile 2010 con Gianfranco Fini che accusa Berlusconi di appiattirsi sulle posizioni della Lega Nord, minacciando di creare gruppi parlamentari autonomi. La polemica è talmente forte che il Presidente del Senato Renato Schifani dichiara che le continue divisioni possono portare ad elezioni anticipate. Nella Direzione nazionale del PdL (la prima dalla nascita) convocata il 21 aprile 2010, c'è un duro scontro tra i due, con Berlusconi che chiede a Fini di lasciare la presidenza della Camera se vuol fare politica dentro il PdL. Fini provocatoriamente risponde: "Altrimenti che fai? Mi cacci?". Al termine viene approvato un documento che rifiuta la nascita di correnti interne, con il voto contrario di 11 "finiani".

## La nascita
La componente è annovera al proprio interno sia ex esponenti di AN, tra i quali Italo Bocchino, Fabio Granata, Enzo Raisi, sia a personalità provenienti da altre esperienze politiche e culturali, come Benedetto Della Vedova e Giulia Bongiorno. Coloro che aderiscono a tale associazione sono detti, con termine giornalistico, finiani.
Lasciano invece Fini, esponenti un tempo vicini a lui, come il ministro Altero Matteoli con il suo L'Osservatorio Parlamentare - Fondazione della Libertà e il gruppo "Destra-PdL" di Domenico Nania.
In Sicilia hanno aderito a G.I sette tra deputati e assessori regionali del gruppo "PdL Sicilia", mantenendo il sostegno al presidente della Regione, Raffaele Lombardo, in contrapposizione al gruppo ufficiale del PdL. Nell'ottobre 2010 hanno ufficialmente costituito il gruppo di FLI.
Fin dalla sua nascita Generazione Italia, unitamente alla Fondazione Farefuturo, si adopera per la nascita e la rappresentazione di una destra europeista, liberale e laica. La collaborazione di statisti quali Nicolas Sarkozy, David Cameron, Aznar è infine preziosa.
Secondo il regolamento interno «Generazione Italia vuole essere un aggregatore intergenerazionale rivolto a tutti coloro che hanno voglia di impegnarsi per l'Italia, con un'attenzione particolare ai giovani che non vogliono limitarsi a subire il futuro del loro Paese ma hanno il coraggio e la passione di immaginarlo».

## L'organizzazione
Oltre all'azione sul territorio Generazione Italia, per misurare il consenso alle sue tesi all'interno del Pdl, ha intrapreso una raccolta di firme on-line rivolta a tutti gli amministratori locali che si riconoscono in Fini; a maggio 2010 hanno aderito più di settecento amministratori.
Dal punto di vista organizzativo si fonda sui circoli territoriali, cui fanno capo i coordinamenti provinciali e regionali. Organi centrali, secondo lo statuto sono il Comitato Nazionale e il Coordinatore nazionale, che è Italo Bocchino. La fondazione consente l'iscrizione a «tutti i cittadini che non hanno precedenti penali per qualunque tipo di reato ad esclusione di quelli di opinione» Sono anche stati nominati i Coordinatori regionali del movimento.

## Futuro e Libertà
Il 29 luglio 2010, con un documento approvato dall'Ufficio di presidenza del PdL, i finiani Fabio Granata, Italo Bocchino e Carmelo Briguglio vengono deferiti ai probiviri e lo stesso Gianfranco Fini viene giudicato incompatibile con il partito, per le posizioni da lui espresse, e ne vengono chieste le dimissioni da presidente della Camera.
A seguito di tale deliberazione del partito, che i finiani giudicheranno paragonabile, nella storia italiana, solo alla radiazione del gruppo del Manifesto da parte del PCI nel 1969, il 30 luglio 2010 33 deputati inviano una lettera di dimissioni al capogruppo Cicchitto e costituiscono un nuovo gruppo parlamentare denominato Futuro e Libertà. Per l'Italia. Lo stesso giorno Gianfranco Fini rilascia una dichiarazione alla stampa dove risponde alla sua espulsione di fatto dal PdL dichiarando - tra l'altro - "Ieri è stata scritta una brutta pagina per il centrodestra e, in generale, per la politica italiana". "Ciò, tuttavia, non ci impedirà di preservare i valori autenticamente liberali e riformisti del Pdl e di continuare - conclude il presidente della Camera - a costruire un futuro di libertà per l'Italia".
Il 2 agosto nasce il gruppo anche al Senato, formato da dieci parlamentari.
Il 4 agosto sono stati formalizzati gli incarichi: Portavoce e coordinatore dei gruppi parlamentari Silvano Moffa, capogruppo alla Camera Italo Bocchino, vice Benedetto Della Vedova, capogruppo al Senato Pasquale Viespoli. Responsabile Cultura Adolfo Urso, coordinatore nazionale Territorio e attività del Presidente Fini Roberto Menia, mentre il gruppo passa alla Camera a 34 deputati, con l'adesione di Chiara Moroni.
A Mirabello, nel ferrerase, il 5 settembre, a conclusione dell'annuale festa tricolore dei finiani, diversi esponenti hanno annunciato la nascita di un nuovo soggetto politico, con il manifesto politico che sarà lanciato da Gianfranco Fini.
Il 29 settembre Fini annuncia la nascita di un nuovo partito, e il 5 ottobre nel corso di una riunione dei gruppi, è stata decisa la trasformazione in partito politico, prevista per il 27 gennaio 2011, 16º anniversario della svolta di Fiuggi.
All'assemblea costituente di FLI a Milano del 13 febbraio 2011, il leader di Generazione Italia, Italo Bocchino, viene nominato vice presidente del partito.

## Il dopo FLI
Con le elezioni politiche del 2013 e il mancato ingresso in Parlamento di Fli, i dirigenti di Generazione Futuro lasciano il partito. Bocchino torna al Secolo d'Italia, mentre Carmelo Briguglio e Gianmario Mariniello fanno ripartire Generazione Italia, come "aggregatore di idee per una destra del futuro"